# Auroville
Auroville (Tamil ஆரோவில், IAST Ārōvil, seltener அயுரோவில், IAST Ayurōvil) ist eine „universelle“ Planstadt mit rund 3300 Einwohnern aus 60 Nationen, deren Errichtung von der indischen Regierung und der UNESCO anerkannt und unterstützt wurde. Die Stadt und Lebensgemeinschaft wurde 1968 von Mirra Alfassa, die auch als „Die Mutter“ bekannt ist, gegründet und vom Architekten Roger Anger entworfen.

## Geographische Lage
Auroville liegt 150 km südlich von Chennai (früher Madras), 9 km nördlich Puducherry (früher Pondichéry) und 5 km landeinwärts im Südosten Indiens an der Koromandelküste. Die Stadt befindet sich im Distrikt Viluppuram des indischen Bundesstaats Tamil Nadu.

## Etymologie
Auroville hat seinen Ursprung in der französischen Sprache: „Aurore“ bedeutet Morgendämmerung und „Ville“ bedeutet Stadt. Laut der Website von Puducherry bedeutet der Name Auroville dementsprechend „Stadt der Morgenröte“. Außerdem ist der Name eine Anspielung auf den indischen Politiker und Philosophen Sri Aurobindo (1872–1950).

## Historische Entwicklung

Symbol von Auroville

Die Idee einer „universellen“ Stadt basiert auf der Gesellschaftstheorie von Sri Aurobindo und wurde von Mira Alfassa, die seit den 1930er Jahren den Sri Aurobindo Ashram in Puducherry organisierte, in die Praxis umgesetzt. Gemeinsam mit der indischen Regierung wurde das Konzept einer universellen Stadt auch den Vereinten Nationen (UNO) präsentiert. 1966 beschloss die Organisation der Vereinten Nationen für Bildung, Wissenschaft und Kultur (UNESCO) eine Resolution, in der die Anerkennung und die Unterstützung des Projektes erklärt wird.
Die Eröffnungs- und Einweihungszeremonie am 28. Februar 1968 wurde vom indischen Präsidenten, Vertretern aus 124 Nationen und 23 indischen Bundesstaaten begleitet, welche Erde aus ihren Heimatländern als Symbol „universellen“ bzw. „planetaren Eigentums“ mitbrachten und im Zentrum der Stadt in eine eigens dort für diesen Zweck errichtete, einfache Urne aus weißem Marmor gaben und versiegelten. Rund um die Urne entstand der Versammlungsplatz für die Stadtgemeinschaft und direkt daneben das sakrale Zentralgebäude Matrimandir im Kerngebiet der Stadt Auroville.

„In den Pionierzeiten war es ja so, dass wir 95 Prozent unserer Zeit damit verbracht haben zu überleben, das Wasser zu kriegen, Strom zu kriegen, das Brot zu kriegen, Unterkunft zu finden, den Transport zu haben, du hast fast keine Zeit gehabt was für den Aufbau der Stadt zu machen.“

## Die Charta Aurovilles
Die Einweihungszeremonie, an der Delegierte aus 124 Nationen teilnahmen, fand am Mittwoch, dem 28. Februar 1968, statt. Die von Mirra Alfassa (der Mutter) handschriftlich in französischer Sprache verfasste Vier-Punkte-Charta legte ihre Vision eines integralen Lebens und eines Zusammenleben dar. Anlässlich der Gründungsfeierlichkeiten verlas Mira Alfassa in einer Direktübertragung des indischen Rundfunks die 4-Punkte-Gründungsurkunde Aurovilles:
1. Auroville gehört niemandem im besonderen. Auroville gehört der ganzen Menschheit. Aber um in Auroville zu leben, muss man bereit sein, dem Göttlichen Bewusstsein zu dienen.
2. Auroville wird der Ort des lebenslangen Lernens, ständigen Fortschritts und einer Jugend sein, die niemals altert.
3. Auroville möchte die Brücke zwischen Vergangenheit und Zukunft sein. Durch Nutzung aller äußeren und inneren Entdeckungen wird Auroville zukünftigen Verwirklichungen kühn entgegenschreiten.
4. Auroville wird der Platz materieller und spiritueller Forschung für eine lebendige Verkörperung einer wirklichen menschlichen Einheit sein.[4]

## Gesetzliche Grundlage

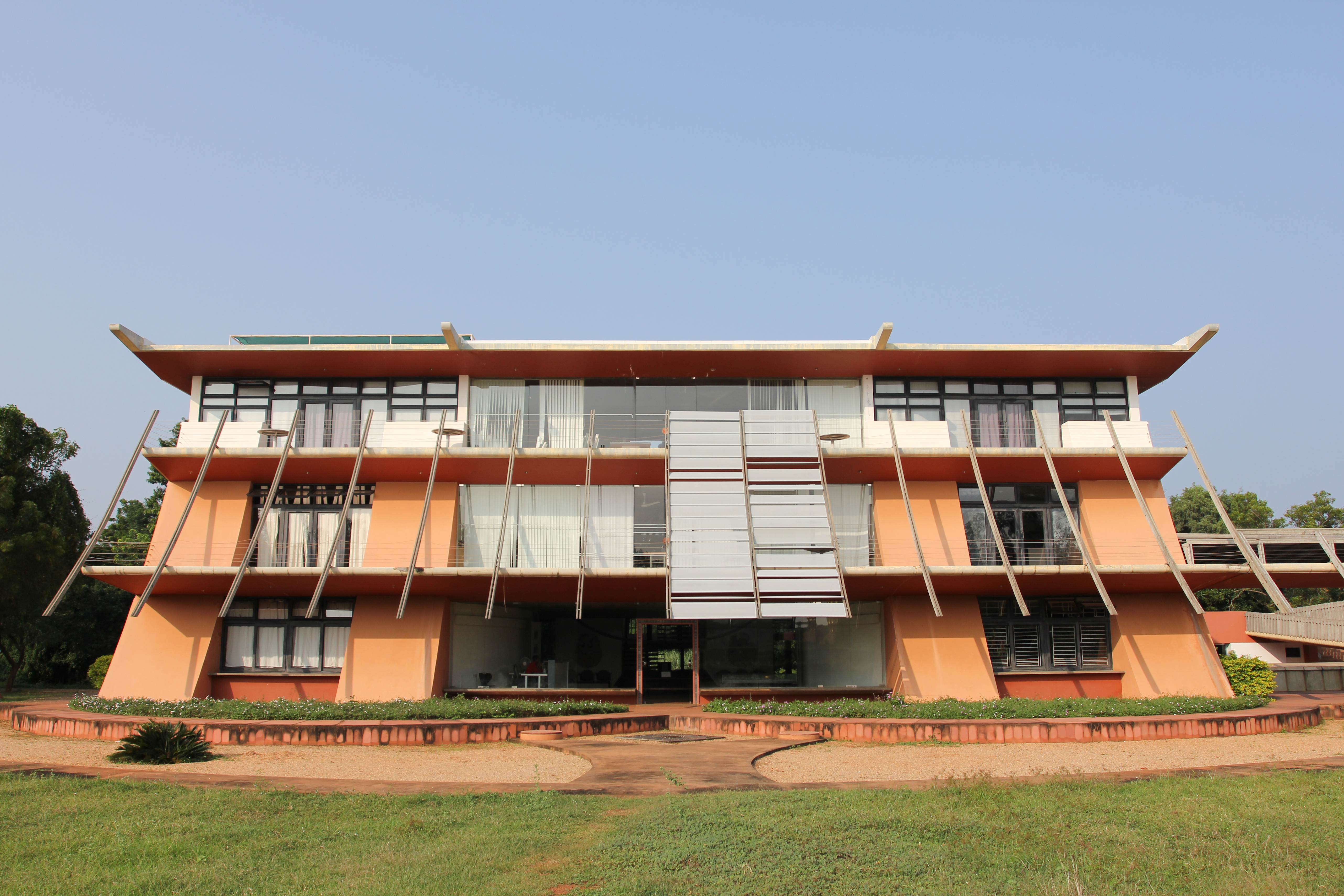
Rathaus von Auroville

Ursprünglich besaß die Sri Aurobindo Society alle Vermögenswerte der Stadt. Als es nach dem Tod von Mirra Alfassa im Jahr 1973 zu ernsthaften Spannungen zwischen der Society und den Bewohnern der Stadt kam, wandten diese sich an die indische Regierung unter Indira Gandhi. Darauf erging der „Auroville Emergency Provision Act 1980“ (Gesetz über Notfallmaßnahmen), mit dem die Verwaltung der Stadt von der Sri Aurobindo Society vorläufig auf die Regierung überging. Auf eine gegen diese Änderung gerichtete Klage bestätigte der Supreme Court of India die Verfassungsmäßigkeit des Gesetzes von 1980.
Nach dem Urteil wurde die Notwendigkeit erkannt, eine dauerhafte Regelung für die Verwaltung von Auroville zu treffen. Die Vertreter der Stadt trafen sich 1988 mit Sh. Kireet Joshi, dem damaligen Bildungsberater der Unionsregierung, zu Gesprächen mit dem damaligen Premierminister Rajiv Gandhi. Noch im selben Jahr wurde der „Auroville Foundation Act 1988“ vom indischen Parlament verabschiedet. Das Gesetz sah vor, dass das gesamte bewegliche und unbewegliche Vermögen der Stadt in eine Stiftung, die Auroville Foundation, eingebracht werden sollte. Die Stiftung besitzt derzeit etwa die Hälfte der benötigten Fläche, der weitere Erwerb soll durch Mittelbeschaffung (Fundraising) ermöglicht werden.

## Bevölkerung
Die soziale Zusammensetzung Aurovilles, das für 50.000 Bewohner geplant ist, umfasst die über 2000 Aurovilianer und Aurovilianerinnen zum Teil langjährige Mitglieder der Stadtgemeinschaft aus der ersten Generation, ihre Kinder und Enkel (und rund 1000 Kinder und Jugendliche unter 18 Jahren), Neubewohner und Gäste, Freiwillige und Studenten (in Saison-Zeiten rund 2000) sowie einheimische Angestellte (5000–6000), die nicht in Auroville leben. Gegen eine Mitarbeit im Gemeinwesen (Service), die in ihrer Ausgestaltung unterschiedlich aussehen kann, steht Aurovillianern ein monatlicher Unterhalt (Maintenance) zur Verfügung, von dem die Lebenshaltungskosten bestritten werden können, sofern sie nicht über eigene Mittel verfügen. Die „Maintenance“ liegt bei etwa 6000 Rupien (ca. 72 Euro).
Laut der offiziellen statistischen Erhebung vom Dezember 2021 lebten zu diesem Zeitpunkt in Auroville 3305 Menschen (2638 Erwachsene und 667 Kinder). Insgesamt kommen die Bewohner von Auroville aus 60 Nationen. Dabei stellen die größten Bevölkerungsanteile die Inder (45 %), die Franzosen (14 %) und die Deutschen (8 %).
Die Gemeinde ist in Viertel mit tamilischen, englischen, französischen und Sanskrit-Namen wie Aspiration, Arati, La Ferme, Auromodel und Isaiambalam aufgeteilt.
Bevölkerungsentwicklung nach Nationalitäten
| Nationalität                 | Mai 2016 | Jan 2018 | März 2025 |
| ---------------------------- | -------- | -------- | --------- |
| Indisch                      | 993      | 1500     | 1702      |
| Französisch                  | 664      | 398      | 401       |
| Deutsch                      | 332      | 248      | 227       |
| Italienisch                  | 246      | 154      | 164       |
| Niederländisch               | 111      | 100      | 96        |
| US-Amerikanisch              | 93       | 93       | 100       |
| Russisch                     | 76       | 71       | 71        |
| Spanisch                     | 52       | 55       | 60        |
| Britisch                     | 47       | 59       | 65        |
| Schweizerisch                | 39       | 43       | 35        |
| Israelisch                   | 38       | 46       | 43        |
| Belgisch                     | 34       | 39       | 41        |
| Südkorea                     | 34       | 35       | 46        |
| Schwedisch                   | 25       | 27       | 35        |
| Kanadisch                    | 24       | 23       | 26        |
| Ukrainisch                   | 22       | 21       | 19        |
| Australisch                  | 15       | 16       | 17        |
| Österreichisch               | 13       | 13       | 11        |
| Japanisch                    | 12       | 14       | 11        |
| Südafrikanisch               | 12       | 11       | 11        |
| Chinesisch (außer Tibetisch) | 12       | 14       | 12        |
| Argentinisch                 | 9        | 9        | 7         |
| Ungarisch                    | 7        | 7        | 4         |
| Slowenisch                   | 6        | 6        | 5         |
| Mexikanisch                  | 5        | 6        | 7         |
| Nepalesisch                  | 5        | 6        | 6         |
| Brasilianisch                | 4        | 11       | 7         |
| Lettisch                     | 4        | 5        | 4         |
| Belarusisch                  | 4        | 4        | 3         |
| Tibetisch                    | 3        | 3        | 2         |
| Äthiopisch                   | 3        | 2        | 3         |
| Srilankisch                  | 3        | 3        | 3         |
| Bulgarisch                   | 2        | 2        | 2         |
| Moldawisch                   | 2        | 2        | 1         |
| Isländisch                   | 2        | 2        | 0         |
| Kolumbianisch                | 2        | 3        | 6         |
| Ruandisch                    | 2        | 2        | 2         |
| Irisch                       | 2        | 2        | 0         |
| Tschechisch                  | 2        | 1        | 1         |
| Philippinisch                | 2        | 2        | 2         |
| Dänisch                      | 5        | 3        | 6         |
| Taiwanisch                   | 2        | 6        | 1         |
| Ecuadorianisch               | 1        | 1        | 1         |
| Ägyptisch                    | 1        | 1        | 1         |
| Algerisch                    | 1        | 1        | 1         |
| Finnisch                     | 1        | 1        | 2         |
| Iranisch                     | 1        | 6        | 9         |
| Kasachisch                   | 1        | 4        | 1         |
| Litauisch                    | 1        | 2        | 2         |
| Tunesisch                    | 1        | 0        | 0         |
| Mazedonisch                  | 0        | 4        | 4         |
| Norwegisch                   | 0        | 2        | 2         |
| Portugiesisch                | 0        | 2        | 3         |
| Rumänisch                    | 0        | 1        | 1         |

## Stadtanlage

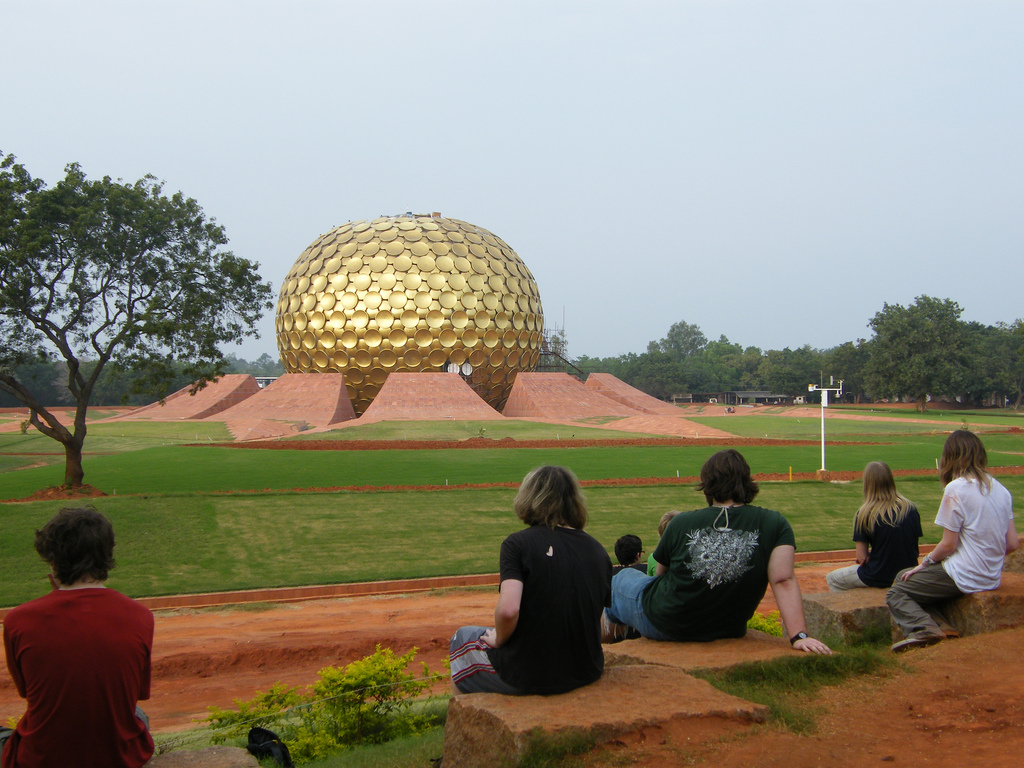
Matrimandir in Auroville

Im Juni 2017 erstrecken sich über das Gebiet mehr als 100 Ansiedlungen (Communities) in unterschiedlicher Ausprägung, Lebensstandard sowie Schwerpunkt von beruflicher und sonstiger Tätigkeit.
Entworfen von einer Architektengruppe um den französischen Architekten Roger Anger, soll sich die zukünftige Stadt für etwa 50.000 Bewohner in Form einer Spiralgalaxie um den Zentralbereich erstrecken. Im Zentrum erhebt sich das Matrimandir (Tempel der Mutter), ein Zentralbau sakralen Charakters inmitten einer eigens geschaffenen, öffentlichen Gartenanlage. Vier Stadtsektoren, jeweils mit einem Nutzungsschwerpunkt – Kultur, Internationalität, Industrie und Wohnbereich – sowie landwirtschaftliche Flächen und Wald erstrecken sich vom Matrimandir strahlenförmig über eine Fläche von 25 km², wovon bis jetzt (Stand Juni 2017) erst 10 km² erworben wurden. Das Projekt selbst befindet sich noch im Stadium einer Experimentalstadt. Es stellt wie das Projekt Arcosanti (USA) den kollektiven Versuch der Realisierung einer Stadtutopie dar, mit neuen Wohn- und Lebensbedingungen zu experimentieren. Darüber hinaus werden andere Formen des sozialen Zusammenlebens durch größere Gemeinschaften (communities) entwickelt. Verschiedene Projekte forcieren die Nutzung alternativer Energiequellen. Zudem wird seit einigen Jahrzehnten wegen der gebietsweise starken Erosion ein für Indien vorbildliches Wiederaufforstungsprogramm durchgeführt.

### Tibetischer Pavillon
Der in der internationalen Zone errichtete und von Indien finanzierte Pavillon für tibetische Kultur ist neben dem indischen Pavillon der einzige, der in Auroville existiert. Claude Arpi ist sein Direktor.
Am 20. Januar 2009 weihte der Dalai Lama, assistiert von acht Mönchen, den Pavillon ein, wobei nach buddhistischem Ritual Duftkerzen entzündet und Gebete gesungen wurden. Später besuchte der Dalai Lama die einzelnen Räume des Pavillons und das Matrimandir. In einem Vortrag würdigte er den Geist der Brüderlichkeit und Schwesterlichkeit in Auroville, welcher von großer Bedeutung sei in einer Welt, deren meiste Probleme auf eine zu große Gewichtung individueller Interessen zurückzuführen seien. Das wahre kulturelle Erbe Tibets beruhe auf Mitgefühl und sei über die Jahrtausende bewahrt worden. Es gehöre nicht nur den Tibetern, sondern der gesamten Menschheit, und der tibetische Pavillon stehe als Symbol dafür.
Mit der Einweihung des tibetischen Zentrums begann die Umsetzung eines durch Mira Alfassa vage angedeuteten Plans: Danach solle im Laufe der Zeit jedes Land der Welt einen eigenen Pavillon in der Internationalen Zone Aurovilles errichten und betreiben, um dort gemeinsam mit anderen Nationen die eigene spezifische Kultur lebendig darzustellen.
Die Architektur des Pavillons orientiert sich an den Plänen des Kalachakra-Mandalas und seine verschiedenen Räume sind symmetrisch um einen zentralen Innenhof angeordnet.

### Andere Gebäude
Das Besucherzentrum (Visitors Center): Ein großes Gebäude, das Besucher empfangen soll. Hier befinden sich mehrere Fotos des ursprünglichen Auroville, Bücher, ein Restaurant und ein Amphitheater, in dem Aufführungen stattfinden.
Das Indienhaus (Bharat Niwas): Ein Gebäude, das der Kultur von Auroville gewidmet ist und über Amphitheater, Kinos, eine Bibliothek usw. verfügt.
Für Alle / Pour Tous: Der wichtigste Supermarkt in Auroville.
Das Sprachlabor (Auroville Language Laboratory): Ein gemeinsamer Ort des Austauschs für das Studium und das Lernen von Sprachen durch Schrift, Audio, Sprechen, Computer etc.
Die Solarküche: Eine große und preiswerte Küche (25 Rupie pro Mahlzeit, ca. 0,30 Euro) für Aurovillianer und Bewohner. Für externe Gäste, die eine Reservierung vornehmen müssen, ist sie jedoch etwas teurer (80 Rupien pro Mahlzeit, ca. 1,00 Euro).
New Creation Corner: Restaurant neben dem Speisesaal New Creation (Neue Kreationen). Es handelt sich um ein klassisches Restaurant mit Kellnern, daher sind die Preise höher (ca. 100 Rupien pro Mahlzeit, ca. 1,30 Euro). Münzen und Bankkarten werden akzeptiert.

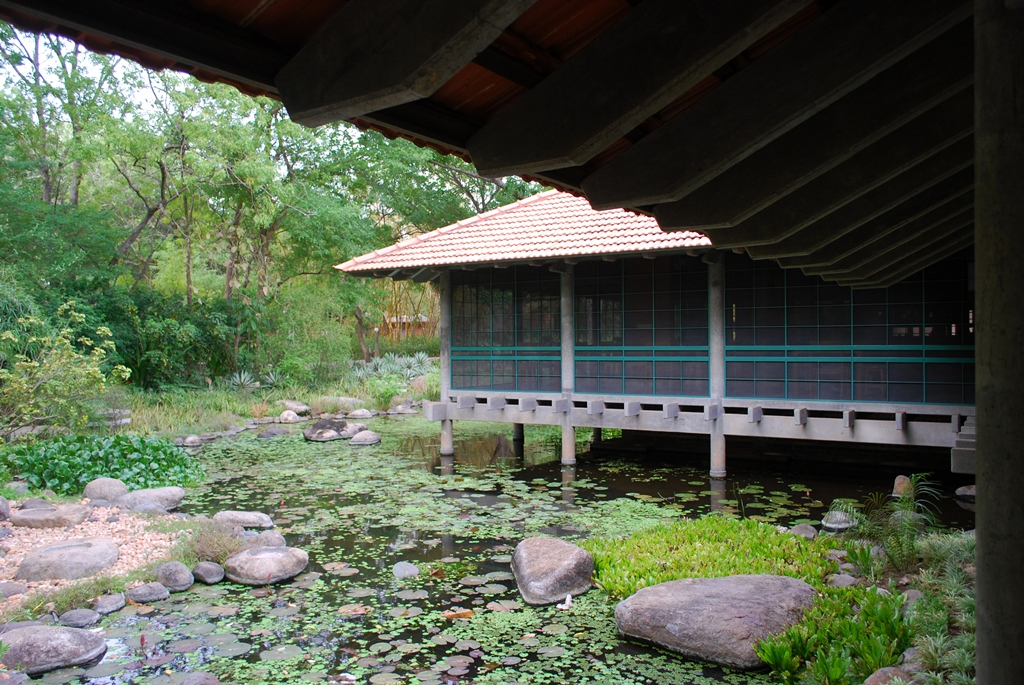
Afsana Gästehaus
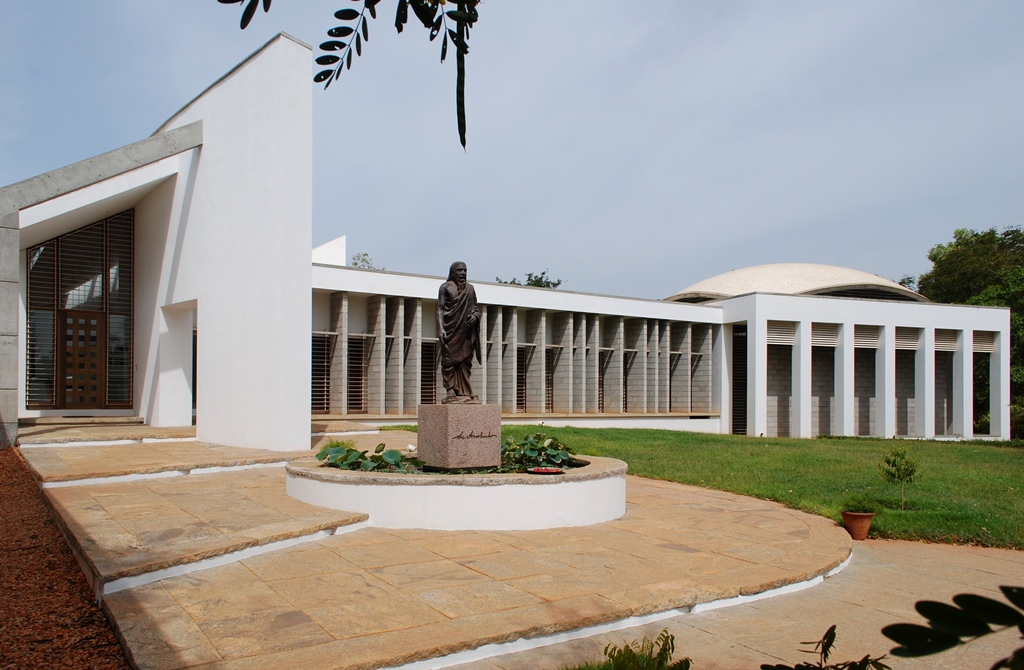
Savitri Bhawan mit Statue und Unterschrift von Sri Aurobindo
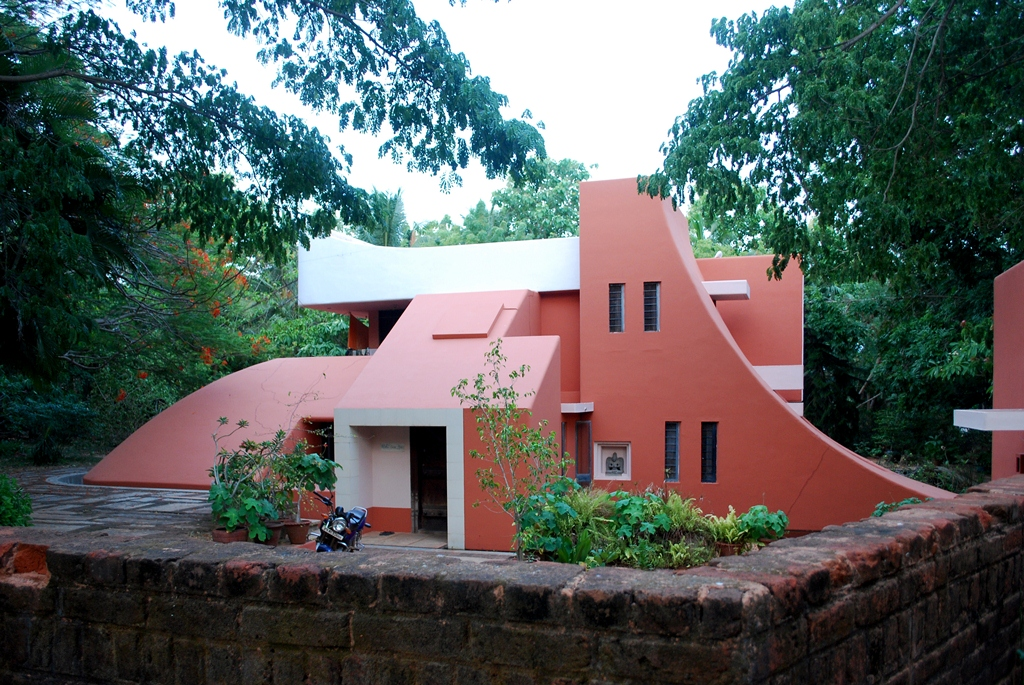
Skulpturales Haus.
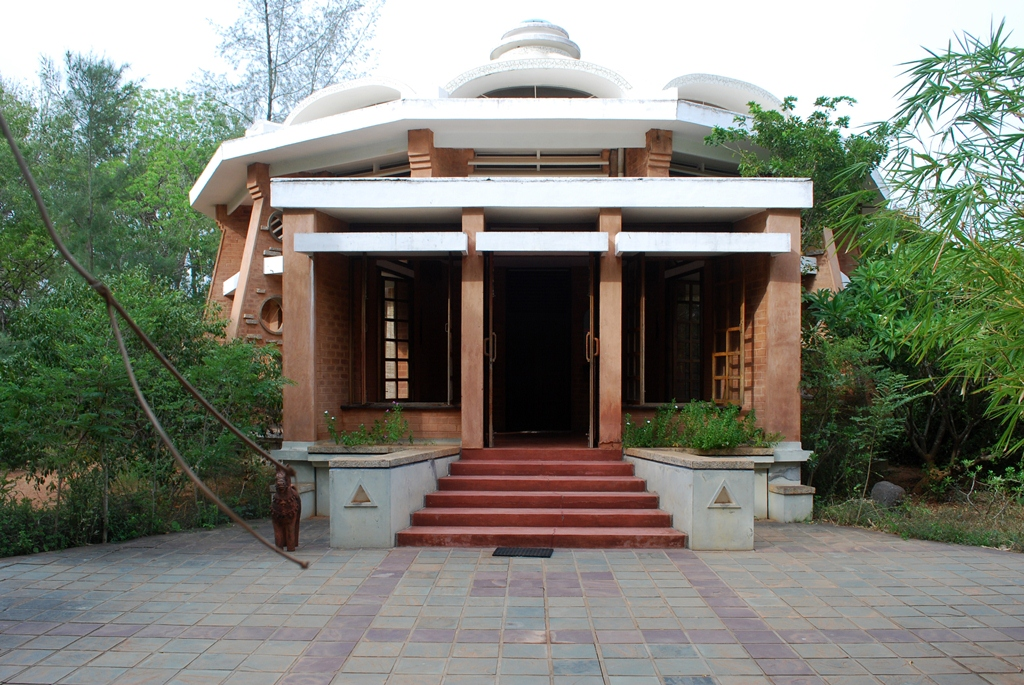
Vorderseite des Lernzentrums Vérité.
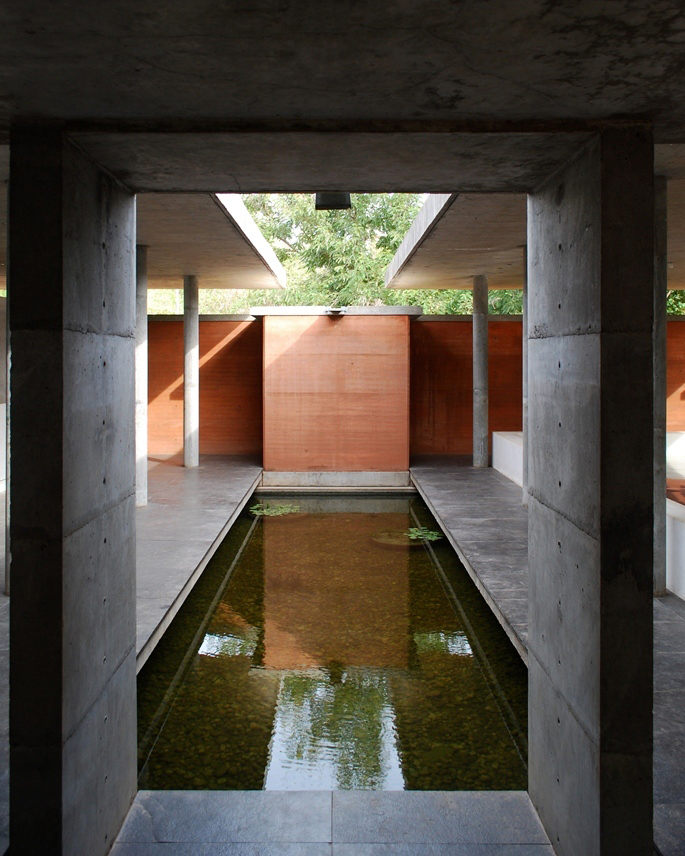
Innenansicht des Lernzentrums Vérité (Wahrheit).
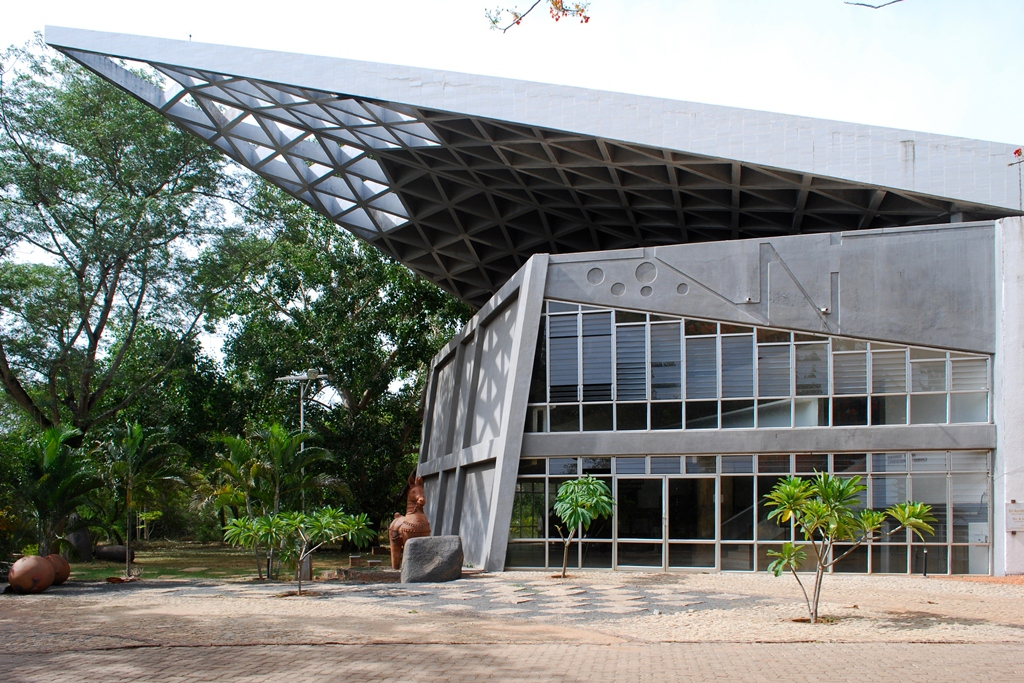
Indienhaus (Bharat Niwas).
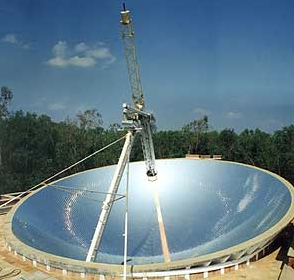
Parabolspiegel der Solarküche
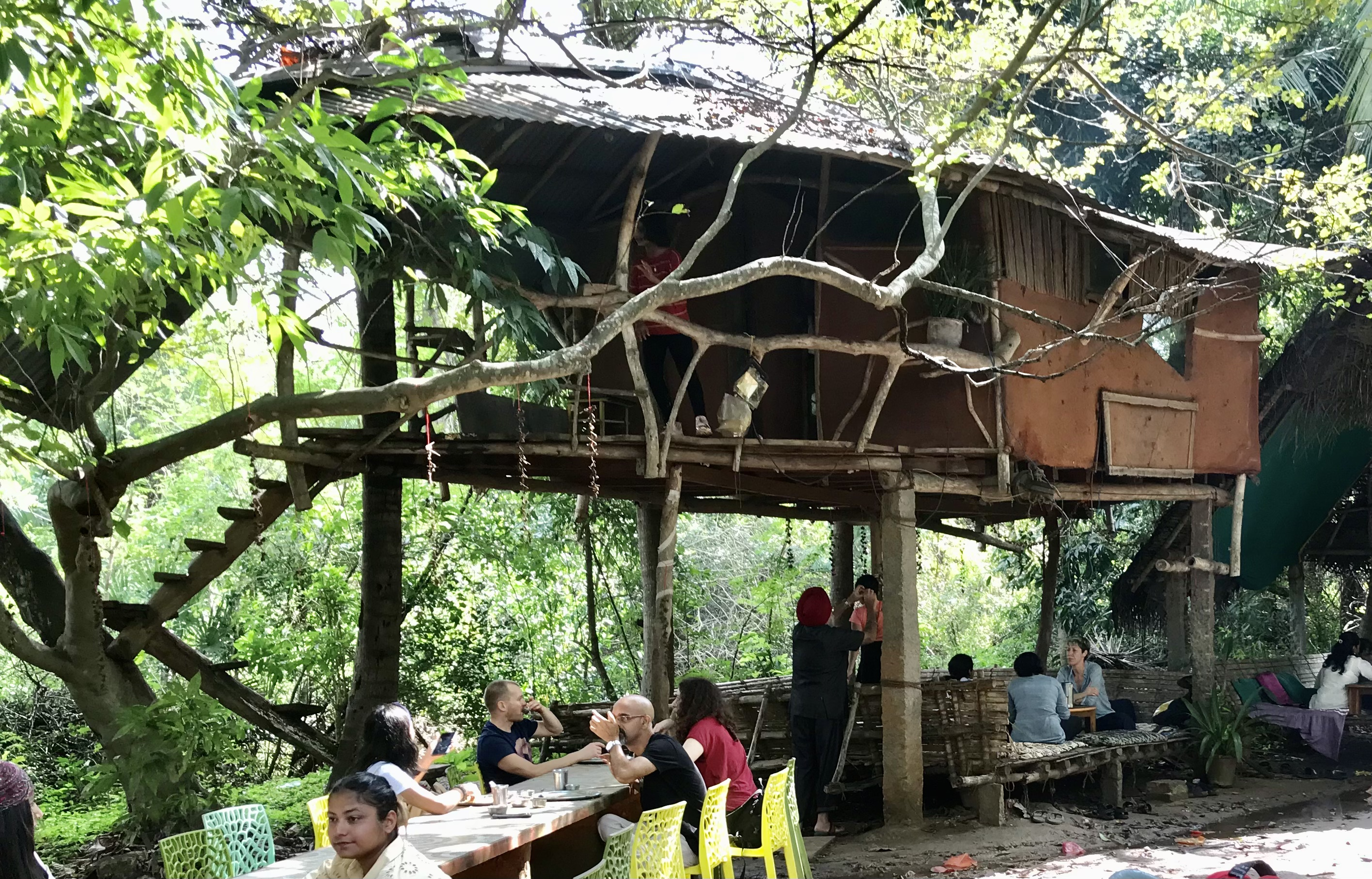
Baumhaus

## Auroville Village Action Group
Die Auroville Village Action Group (AVAG), wurde 1983 von einer Gruppe von Aurovillianern, Dorfbewohnern und Sozialarbeitern gegründet. Die Ziele waren kulturelle Zusammenarbeit, Austausch über Bildungs- und Kulturprojekte und eine langfristige Förderung integrativer Prozesse mit den tamilischen Dorfbewohnern. Unter der Einbeziehung von Frauen und Jugendlichen haben Dorfgruppen Schulen wieder aufgebaut, veranstalten Abendkurse, reparieren Straßen und helfen dadurch den Standard des Kollektivlebens in den etwa 50 Dörfern um Auroville zu heben. Die derzeitigen Schwerpunkte liegen bei der Emanzipation der Frauen und Mikrofinanzen. Seit 2005 wird das Projekt von Sozialdienern des Österreichischen Auslandsdienstes unterstützt.

## UNESCO-Feier zum 40. Jahrestag
Am 10. Oktober 2008 lud die UNESCO Repräsentanten von Auroville und Auroville International zu einer Feier in Paris, um die 40-jährige Kooperation zwischen der UNESCO und Auroville zu würdigen. Zu den 700 Gästen zählten auch Botschafter und andere Offizielle zahlreicher Länder. Der UNESCO-Generalsekretär Kōichirō Matsuura hielt eine Ansprache und bekräftigte die Unterstützung seiner Organisation für Auroville, welches „ein beispielloses Experiment“ sei. Die Fähigkeit Aurovilles, vier Jahrzehnte lang zu überleben und sich zu entwickeln, lege Zeugnis ab für die Stärke der Gründungsprinzipien wie für die Entschlossenheit und Ausdauer seiner Bewohner. Er hoffe, dass die in Auroville gelernten Lektionen ähnliche Experimente nachhaltigen Lebens in anderen Teilen der Welt inspirieren würden. In einem Brief an die indische Delegation schlug die UNESCO vor, Auroville durch Aufnahme in die indische Vorschlagsliste zum Weltkulturerbe zu erklären.

## Feiern zum 50. Geburtstag

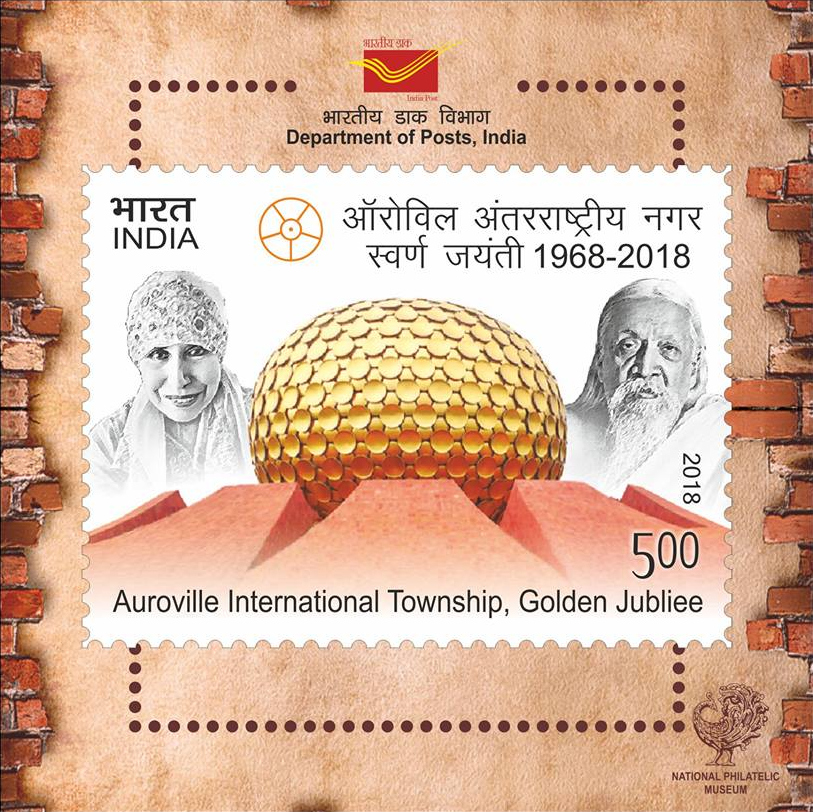
Briefmarkenbogen 2018 von Indien, dem 50. Jahrestag von Auroville gewidmet.

Anlässlich des 50. Geburtstags Aurovilles am 28. Februar 2018 übersandte der indische Staatspräsident Ram Nath Kovind eine Grußbotschaft an die Gemeinschaft. Darin nannte er Sri Aurobindo „einen der größten Weisen des modernen Indiens“, der für menschliche Einheit, transkontinentale Zusammenarbeit, Harmonie und Synthese stehe. Die Ziele und Unternehmungen Aurovilles in verschiedenen Lebensbereichen seien inspirierend, und er wünsche allen Glück und Erfolg.
Der indische Premierminister Narendra Modi reiste anlässlich der Feiern am 25. Februar persönlich an. Zunächst besuchte er den Sri Aurobindo Ashram und fuhr dann nach Auroville, wo er im Matrimandir meditierte. Anschließend nahm er an einer Zeremonie teil, in deren Verlauf Wasser aus 321 verschiedenen Quellen zusammengeführt wurde, darunter auch aus den indischen heiligen Flüssen Ganges, Kaveri und Narmada, das Modi in einen Lotuspond goss. Später hielt er eine Rede im Sri Aurobindo Auditorium, nachdem er zunächst eine Sonder-Briefmarke präsentiert hatte, die zum Geburtstag Aurovilles herausgegeben wurde. In seiner Rede erläuterte er unter Bezugnahme auf die Auroville-Charta fünf wichtige Grundprinzipien Aurovilles und erklärte dann: „Die indische Gesellschaft ist fundamental divers. Sie hat den Dialog und eine philosophische Tradition gefördert. Auroville präsentiert diese alte indische Tradition der Weltöffentlichkeit, indem es eine globale Diversität zusammenbringt. Indien hat den gegenseitigen Respekt und die Koexistenz verschiedener Religionen und Kulturen stets ermöglicht.“ Am Ende seiner Ansprache brachte er den Wunsch zum Ausdruck, dass Auroville auch weiterhin neue und kreative Ideen für Indien und die Welt unterstützen und entwickeln möge.

## Machtkampf
In Auroville herrscht derzeit ein Machtkampf zwischen der lokalen Gemeinschaft und der indischen Regierung. Der Kernkonflikt besteht darin, dass die Regierung versucht, die Verwaltung und Entwicklung der Stadt zu übernehmen, um aus dem alternativen Modellort eine geplante Stadt mit 50.000 Bewohnern zu machen.  In den vergangenen Jahren hat die Regierung den Auroville-Fonds (Auroville Foundation) und die Verwaltung maßgeblich unter ihre Kontrolle gebracht. Gegen den Widerstand vieler jetziger Bewohner setzt sie das ursprüngliche Entwicklungs-Masterplan-Konzept zunehmend durch. Besonders umstritten ist der Bau einer Ringstraße, die durch das grüne, bewaldete Gebiet rund um das Matrimandir führen soll.
Am 4. Dezember 2021 begannen örtliche Polizeikräfte in Zusammenarbeit mit einer Gruppe externer Beteiligter mit dem Abriss des Jugendzentrums von Auroville. Im Rahmen der Arbeiten wurden die umliegenden Bäume mithilfe von Baggern entfernt. Trotz der Proteste der Einwohner wurden am 5. Dezember mehr als 900 Bäume auf einer Fläche von 67 Hektar in Auroville gerodet. In einer internen Petition, die von mehr als 500 Bewohnern von Auroville unterzeichnet wurde, wurde die Verschiebung der Erschließungsarbeiten an der Crown Road gefordert. Als Grund wurde genannt, dass die Auroville-Gemeinschaft zunächst eine kollektive Einigung über ein praktisches Vorgehen erzielen wollte. Aufgrund eines Antrags einiger Einwohner von Auroville gegen die laufende illegale Abholzung von Wäldern durch die Auroville Foundation hat die Southern Bench des indischen National Green Tribunal (NGT) am 17. Dezember 2021 eine einstweilige Aussetzung des Abholzens von Bäumen angeordnet.
Das Verbot der Baumfällung in Auroville wurde seitens des NGT bis zur nächsten Gerichtsverhandlung am 3. Januar 2022 verlängert. Das Urteil wurde am 28. April 2022 verkündet und wies das Büro der Auroville Foundation an, einen ordnungsgemäßen Gemeindeplan zu erstellen und eine Umweltgenehmigung zu beantragen. Bis dahin wurden sie angewiesen, keine weiteren Bauarbeiten im Projektgebiet vorzunehmen, mit Ausnahme der Fertigstellung der Kronenstraße. Dies gilt unter der Voraussetzung, dass ein gemeinsamer Ausschuss aus Beamten der Forst-, Naturschutz- und staatlichen Behörden das betreffende Gebiet inspiziert und das Auroville Foundation Office die Arbeiten an der Kronenstraße in den verbleibenden Abschnitten, in denen es keine Bäume gibt, durchführt.
Personen, die sich gegen die  Bauarbeiten aussprechen, riskieren eine Ausweisung. Insbesondere viele der rund 1.500 ausländischen Bewohner haben Schwierigkeiten mit der Verlängerung ihres Visums und fürchten um ihre Existenz. Die Gemeinschaft sieht durch diese Maßnahmen nicht nur die ökologische Balance und die offene, gemeinschaftliche, spirituelle Vision Aurovilles bedroht, sondern auch ihre basisdemokratischen Entscheidungsstrukturen. Statt auf Konsensentscheidungen, Teilhabe und Selbstverwaltung zu setzen, werden zunehmend autoritäre Vorgaben durchgesetzt. Zusammengefasst steht Auroville an der Schnittstelle zwischen der originären Utopie einer egalitären, hierarchiefreien Experimentierstätte und der Dominanz von Regierungsinteressen, Kommerzialisierung und urbaner Entwicklung.
Ein weiterer sozialer Aspekt des Machtkampfs ist das wachsende Ungleichgewicht zwischen Aurovillianern und der tamilischen Landbevölkerung, die oft nur als Arbeitskräfte eingebunden wird. Der Konflikt spiegelt somit auch gesellschaftliche und kulturelle Spannungen wider.

## Auroville International

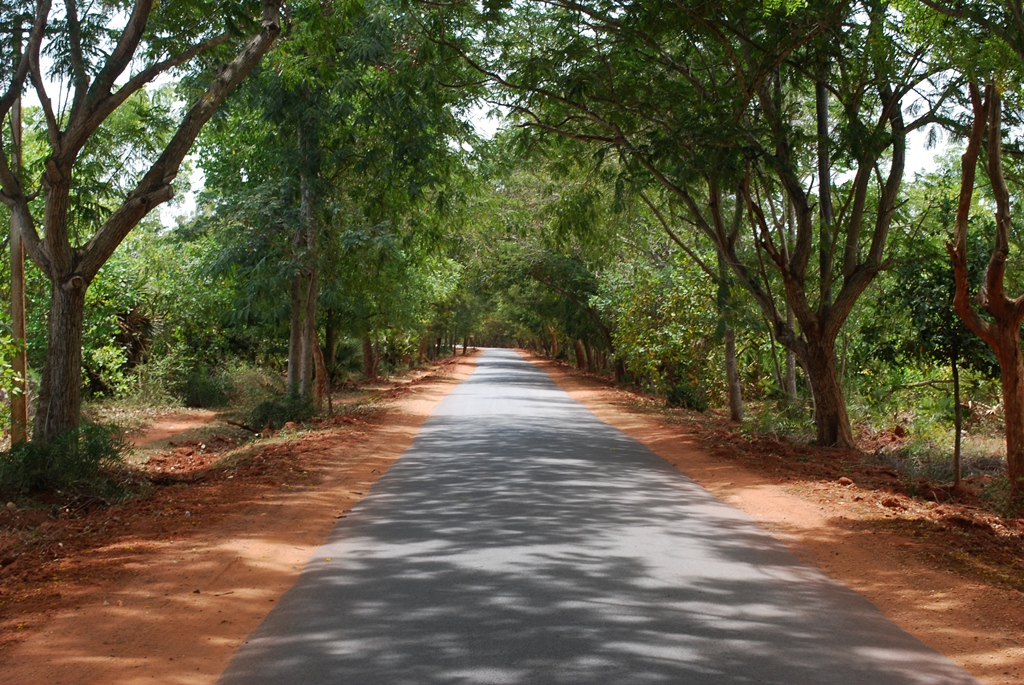
Hauptstraße Auroville

Zur Unterstützung des Projektes wurde in Deutschland der gemeinnützige Verein Auroville International (AVI) Deutschland e. V. gegründet. Er möchte Auroville bekanntmachen und an der Verwirklichung des Ideals der menschlichen Einheit mitwirken. Er ist Mitglied der 1983 in den Niederlanden registrierten Nichtregierungsorganisation (NGO) Auroville International.

## Standort

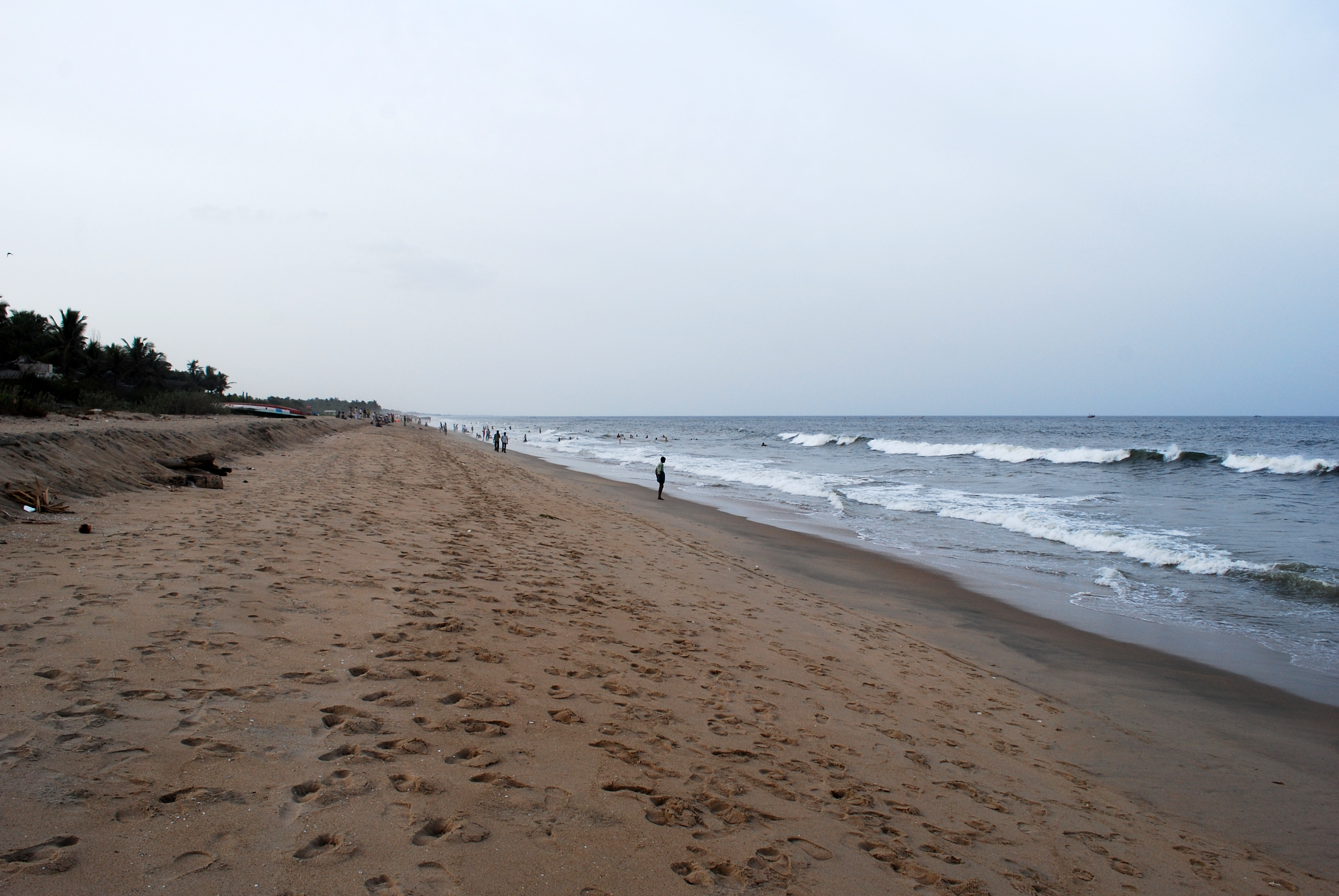
Auro Strand

Auroville besteht aus einer Ansammlung von Grundstücken etwa 12 km (7,5 Meilen) nördlich von Puducherry. Es ist leicht über die East Coast Road (ECR) zu erreichen, die Chennai und Puducherry miteinander verbindet. Das Besucherzentrum und das Matrimandir erreicht man, wenn man von der ausgeschilderten Abzweigung an der ECR Bommayapalayam 6 km nach Westen fährt. Wenn man nach Osten abbiegt, gelangt man direkt zum Privatstrand von Auroville, dem Repos, der einige hundert Meter entfernt ist.

## Klima
Die Stadt gehört zu den subhumiden Tropen (feucht-trockenes Tropenklima) und liegt auf einer Hochebene mit einer maximalen Höhe von 32 m über dem Meeresspiegel im Matrimandir-Gebiet. Die durchschnittliche jährliche Niederschlagsmenge beträgt 1.200 mm, hauptsächlich durch den Südwestmonsun (Juni bis September) und den Nordostmonsun (November bis Dezember) mit einer Trockenzeit von etwa 6 Monaten. Die durchschnittliche Höchsttemperatur beträgt 32,2 °C (90,0 °F), das durchschnittliche Minimum 20 °C (68 °F).

## Rezension
Anlässlich des 50. Jahrestages schickte der Deutschlandfunk (DLF) einen Mitarbeiter nach Auroville, um über die Fortschritte in der experimentellen Stadt zu berichten. Darüber hinaus berichteten auch die deutsche christliche Zeitschrift Chrismon, das Schweizer Radio und Fernsehen (SRF), der britische The Guardian und die französische Tageszeitung Le Monde.

### Deutschlandfunk
Der DLF hatte bereits früher über das Projekt berichtet. In einer Sendung vom 18. September 2016 führte Sonja Ernst in das Thema ein und erwähnte, dass Nation, Geschlecht, Religion oder Geld an diesem Ort keine Rolle spielen sollen und er der Menschheit gehören soll. Beim Besuch der Solarküche in der Mittagspause beschreibt Ernst die Szene dort als „ein riesiges Mehrgenerationenprojekt“. Zum Thema Geld erwähnt sie, dass die Aurovilianer eine Art Grundeinkommen erhalten, dass aber viele von ihnen dies als unzureichend empfinden und deshalb durch verschiedene Jobs etwas mehr Geld verdienen.
Gerhard Richter folgte mit seinem Bericht am 28. Februar 2018 in einer Sendung von DLF Kultur. Richter stellt fest, dass Auroville mit seinen 3,500 Einwohnern inzwischen kein Dorf mehr ist, sondern eher eine kleine Stadt. Richter berichtet auch über die Funktionsweise von Auroville und stellt fest, dass die Aurovilianer wie in der Forschungs- und Entwicklungsabteilung eines Unternehmens testen, was für eine zukünftige Menschheit hilfreich sein könnte, und erwähnt bedeutende Beiträge auf dem Gebiet der Aufforstung, der alternativen Energien, der Heilung, der Bildung, der ökologischen Landwirtschaft und der Bautechnik.

### Schweizer Radio und Fernsehen
Der Bericht von Christina Caprez vom 25. Februar 2018 befasst sich mit verschiedenen Aspekten des Projekts. Sie stellt fest, dass man sich Auroville nicht als eine Art kommunistisches Paradies vorstellen sollte. „Obwohl Geld und Status keine Rolle spielen sollen, gibt es deutliche Unterschiede im Lebensstandard.“ So können wohlhabende Neuankömmlinge, die als Mitglieder aufgenommen werden, große Häuser finanzieren, die der Gemeinschaft gehören, aber von ihnen lebenslang genutzt werden können. Sie erwähnt auch, dass alle Bauernhöfe und Unternehmen verpflichtet sind, ein Drittel ihres Nettoeinkommens der Gemeinschaft zur Verfügung zu stellen, dass sich aber einige weigern und dass keine Sanktionen möglich sind. Dennoch, so schreibt sie, bleibt Auroville „ein Magnet für Aspiranten aus aller Welt“.
Caprez erklärt, dass die Anziehungskraft des Ortes auf einer lockeren Art von Synthese beruht: „Die Ideen eines Mannes aus dem Osten und einer Frau aus dem Westen sind hier vereint, protestantischer Fleiß kombiniert mit hinduistischem Gemeinschaftsgeist.“ Mit diesem Konzept, so die Journalistin, könne Auroville noch 50 Jahre lang erfolgreich sein.

### Le Monde
Die französische Zeitung Le Monde hat seit 1972 mehrfach über Auroville berichtet. Im Artikel vom 2. März 2018 gibt der Delhi-Korrespondent Julien Bouissou einen kurzen Überblick über die Geschichte und den aktuellen Status des Ortes. Er stellt fest, dass die Aurovilianer den Geburtstag nicht mit einem großen Lagerfeuer, einer Parade oder Tanz und Musik gefeiert haben, sondern sich lieber um ein „Gebet für die Wasser der Erde“ oder eine Ausstellung über göttliche Blumen versammelten. Der französische Journalist fährt fort, Auroville als einen Ort zu beschreiben, der sowohl Reisende auf der Suche nach Spiritualität als auch Rucksacktouristen anzieht.
Bouissou verweist auf die Mutter und ihr Ideal einer vom Materialismus befreiten Menschheit und weist darauf hin, dass viele Neuankömmlinge in der Anfangsphase kamen, um für den Rest ihres Lebens in der Stadt zu bleiben, während der aktuelle Trend dahin geht, dass „Freiwillige“ einige Monate oder Jahre dort verbringen und dann nach Hause zurückkehren. Er berichtet von Aurovillianern, die in einem genossenschaftlichen Supermarkt einkaufen, ohne dafür zu bezahlen, und schreibt, dass Auroville in einer Zeit, in der Menschen auf der ganzen Welt von einer Smart City träumen, durch verschiedene Umweltprojekte auf nachhaltige Entwicklung setzt.

### The Guardian
Ian Jack, der am 5. Mai 2018 online für den Guardian schreibt, bezieht sich auf den Sri Aurobindo Ashram und bezeichnet die Begegnung von Sri Aurobindo und der Mutter als „einen historischen Moment, der eine berühmte Partnerschaft hervorbrachte und, in ihrem Fall, eine Marke spirituellen Denkens, die seither Anhänger angezogen hat.“ Der Autor besucht Auroville und stellt fest, dass „Plastikmüll heute ein allgegenwärtiges Merkmal der indischen Landschaft ist“. Er schreibt, dass dies auch entlang der Wege zu beobachten ist, „die zu der außergewöhnlichsten Schöpfung der Mutter führen, der 'international-universellen' Siedlung Auroville.“ Er berichtet von Fahrradwegen, Solarküchen, Aufforstungsprojekten, Windrädern und dem Matrimandir. Als er schließlich in einem der Cafés von Auroville sitzt, stellt er fest, dass „nicht ein Stück Plastik zu sehen war“.

### Titel in deutscher Sprache
- Mira Alfassa: Die Mutter über Auroville. Auropublications (Hrsg.) Sri Aurobindo Ashram Trust, Pondicherry 1978, o. ISBN.
- Renate Börger: Auroville – Eine Vision blüht. Connection Medien, Niedertaufkirchen 2004, 3. veränderte Aufl., ISBN 3-928248-01-4.
- G. Alan (Hrsg.): Auroville – Ein Traum nimmt Gestalt an. o. O. (vermutlich Auroville/Pondicherry) 1996, o. ISBN.
- Michael Klostermann: Auroville – Stadt des Zukunftsmenschen. Fischer Taschenbuch Verlag, Frankfurt am Main, 1976, ISBN 3-436-02254-3.
- Ulla Lenze: Archanu. Roman. Ammann Verlag, Zürich 2008, ISBN 3-250-60105-5.
- Jürgen Axer: Integrale Erziehung – Ein pädagogisches Konzept auf der Grundlage der Philosophie Sri Aurobindos. Dissertation Universität Köln. Verlag Wissenschaft und Politik, Köln 1983, ISBN 3-8046-8621-4.
- Herbert Eisenschenk: Experiment Auroville – Leben auf eigene Gefahr. Verlag Grubbe Media, München 2016, ISBN 978-3-942194-21-1.

### Titel in englischer Sprache
- The Auroville Handbook. Abundance Publications, ACUR, Auroville.
- Auroville – Development Perspectives 1993–1998 – An Invitation To Participate. Typoskript. Autoren/Hrsg. Auroville Development Group, Bharat–Nivas, Auroville 1993, o. ISBN.
- K.M. Agarwala (Hrsg.): Auroville – The City Of Dawn. Sri Aurobindo Center New Delhi 1996, o. ISBN.
- Auroville References in Mother’s Agenda. Auroville Press, Auroville, o. J., o. ISBN.
- Jerome Clayton Glenn: Linking the Future: Findhorn, Auroville Arcosanti. Hexiad Project / Center on Technology and Society. Cambridge, Massachusetts 1979, o. ISBN.
- Anupama Kundoo: Roger Anger, Research on Beauty, Architecture 1953–2008. Jovis Verlag, Berlin 2009, ISBN 978-3-86859-006-7.
- India. Lonely Planet 2005, o. ISBN.
- Peter Richards: Experience!Auroville – Guide Book for Guests and Visitors. Pondicherry 2000, o. ISBN.
- Savitra: Auroville: Sun-Word Rising – A Trust For The Earth. The Community of Auroville, Auroville 1980, o. ISBN.
- The Auroville Adventure – Selections from ten years of Auroville Today. Auroville Today, Auroville 1998, o. ISBN.
- The Auroville Experience – Selections from 202 issues of Auroville Today, November 1988 to November 2005. Auroville Today, Auroville 2006, o. ISBN.
- Akash Kapur: Better To Have Gone: Love, Death and the Quest for Utopia in Auroville. Simon & Schuster, London 2021, ISBN 978-1-3985-0674-9.